# Lockheed Constellation
Lockheed Constellation – śmigłowy samolot pasażerski wytwórni Lockheed Corporation produkowany w latach 1943–1958. Podczas okresu produkcji zbudowano 856 egzemplarzy, użytkowanych zarówno jako samoloty cywilne, jak i wojskowe samoloty transportowe. Samolot zwany był Connie.

## Historia
Od 1937 Lockheed pracował nad czterosilnikowym samolotem pasażerskim z kabiną ciśnieniową, nazwanym L-044 Excalibur. W 1939 linie lotnicze Trans World Airlines złożyły zamówienie na 40-miejscowy samolot o zasięgu powyżej 5600 km. Wymagania te wykraczały poza możliwości Excalibura. Wobec tego inżynierowie Clarence Johnson i Hall Hibbard opracowali projekt L-049 Constellation. Inżynier Willis Hawkins powiedział, że program Excalibura był tylko przykrywką dla projektu Constellation. Nowy samolot miał skrzydło zbliżone do samolotu myśliwskiego Lockheed P-38 Lightning, różniące się tylko skalą wykonania. Charakterystyczny ogon o trzech pionowych statecznikach był wystarczająco mały, aby zmieścić samolot w istniejących hangarach. W nowej konstrukcji zastosowano wszystkie najnowsze osiągnięcia techniczne lotnictwa, w tym wzmocnioną kontrolę układów hydraulicznych, systemy odladzania skrzydeł i ogona samolotu. Jego prędkość maksymalna ponad 550 km/h sprawiała, że miał to być samolot pasażerski szybszy od większości istniejących myśliwców marynarki.
Po przystąpieniu Stanów Zjednoczonych w grudniu 1941 do II wojny światowej całość zamówienia złożonego przez Trans World Airlines została przekształcona w wojskową wersję samolotu transportowego Lockheed C-69 Constellation. W ten sposób United States Army Air Forces otrzymały 202 samoloty. Pierwszy prototyp (cywilny numer NX25600) został oblatany 9 stycznia 1943 przez pilotów testowych Edmunda T. „Eddie” Allena i Milo Burchama. Dla potrzeb wojska produkowano wersje transportowe i pasażerskie C-69 w kilkunastu różnych modyfikacjach. Duża prędkość, daleki zasięg i wysoki pułap lotu sprawiły, że C-69 były szczególnie cenione przy dostarczaniu zaopatrzenia do oddalonych rejonów działań wojennych. Lockheed przedstawił także projekt ciężkiego samolotu bombowego Lockheed XB-30, nie został on jednak oblatany. Wraz z końcem wojny w 1945 armia anulowała pozostałą część zamówienia.
Po wojnie Lockheed powrócił do swojej pierwotnej koncepcji rozwoju Constellation jako szybkiego samolotu pasażerskiego. Będące już w produkcji samoloty wojskowe C-69 zostały ukończone jako cywilne samoloty pasażerskie. W dniu 1 października 1945 linie lotnicze Trans World Airlines otrzymały pierwszy samolot Constellation. Podczas okresu produkcji samolot poddawany był szeregowi modyfikacji, obejmującymi zmianę typu silników, ilości zabieranego paliwa i wielkości kadłuba. 14 marca 1947 do eksploatacji wszedł model L-749, zabierający ilość paliwa wystarczającą na odbycie lotu przez Ocean Atlantycki bez międzylądowań. Pierwszy transatlantycki lot odbył się 3 grudnia 1945 na trasie z Waszyngtonu do Paryża. Pierwsze stałe połączenie obsługiwane przez L-749 zostało zainaugurowane między Nowym Jorkiem a Paryżem w dniu 6 lutego 1946. 17 czerwca 1947 linie Pan American World Airways uruchomiły pierwsze regularne loty samolotem L-749 „Clipper America”. Jako pierwszy samolot pasażerski z kabiną ciśnieniową, Constellation pozwolił zapoczątkować niedrogie i komfortowe podróże lotnicze świadczone przez operatorów na całym świecie. 14 lipca 1951 wprowadzono model L-1049 Super Constellation o dłuższym kadłubie, pozwalającym na zabranie 109 pasażerów. Późniejsze egzemplarze L-1049G wyposażone były w zbiorniki paliwa na końcach skrzydeł.
Po wprowadzeniu odrzutowych samolotów pasażerskich, takich jak De Havilland Comet czy Boeing 707, znaczenie L-049 zaczęło maleć. Ostatni rozkładowy lot w Stanach Zjednoczonych miał miejsce 11 maja 1967. Był to również ostatni w Stanach rozkładowy lot samolotu pasażerskiego z silnikami tłokowymi. W roku 1978 ostatni egzemplarz został skreślony ze służby w United States Air Force.

## Wersje

### Wersje cywilne

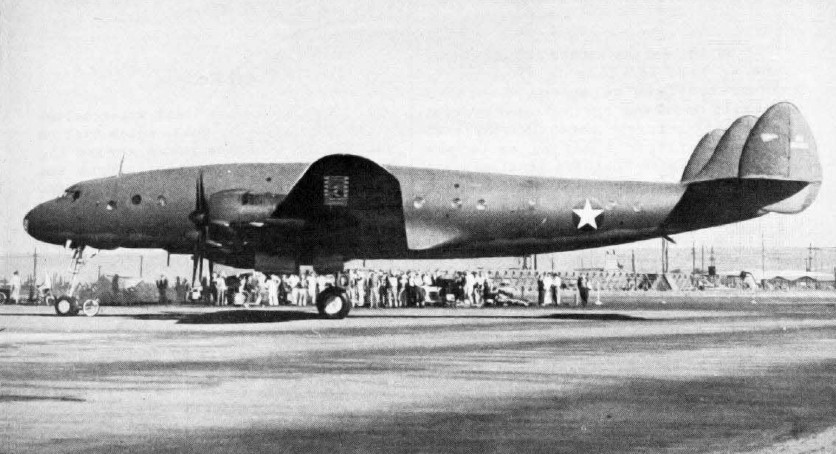
Pierwszy Lockheed Constellation, 9 stycznia 1943

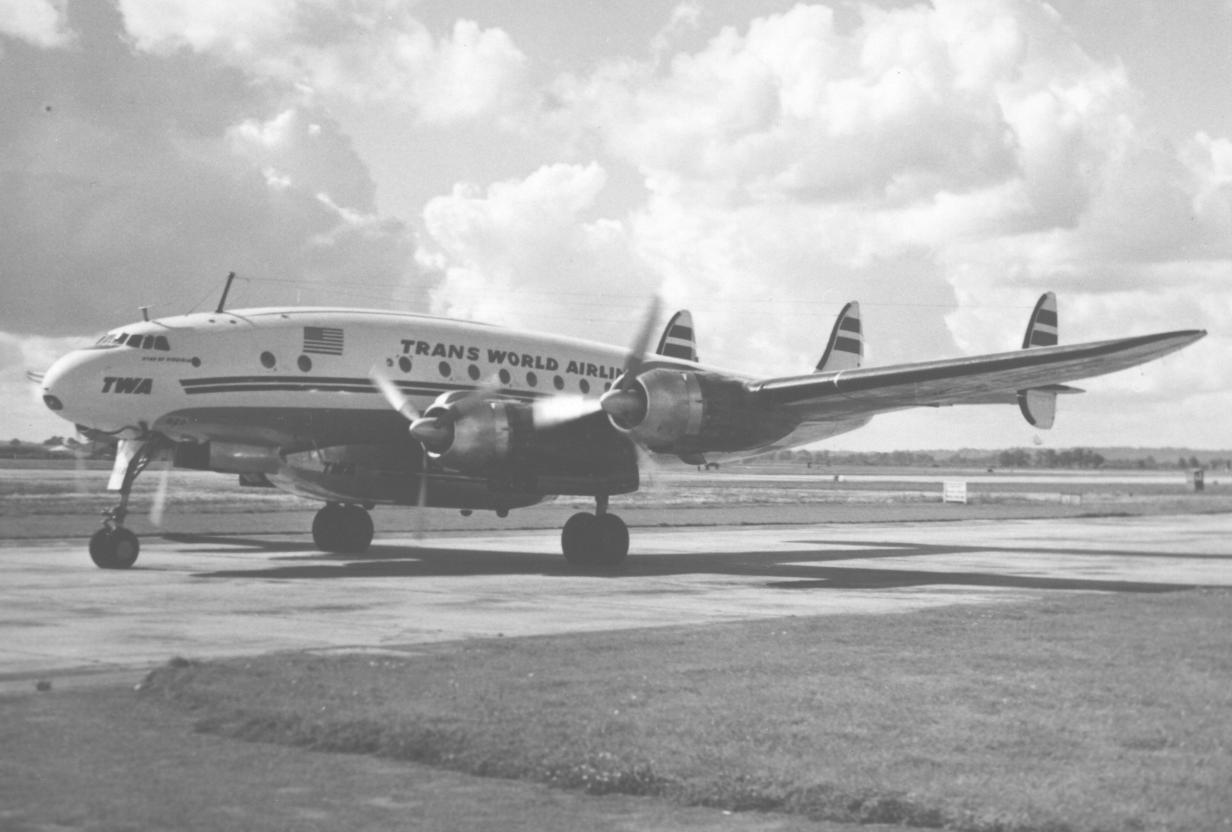
TWA L-749A Constellation, 1954

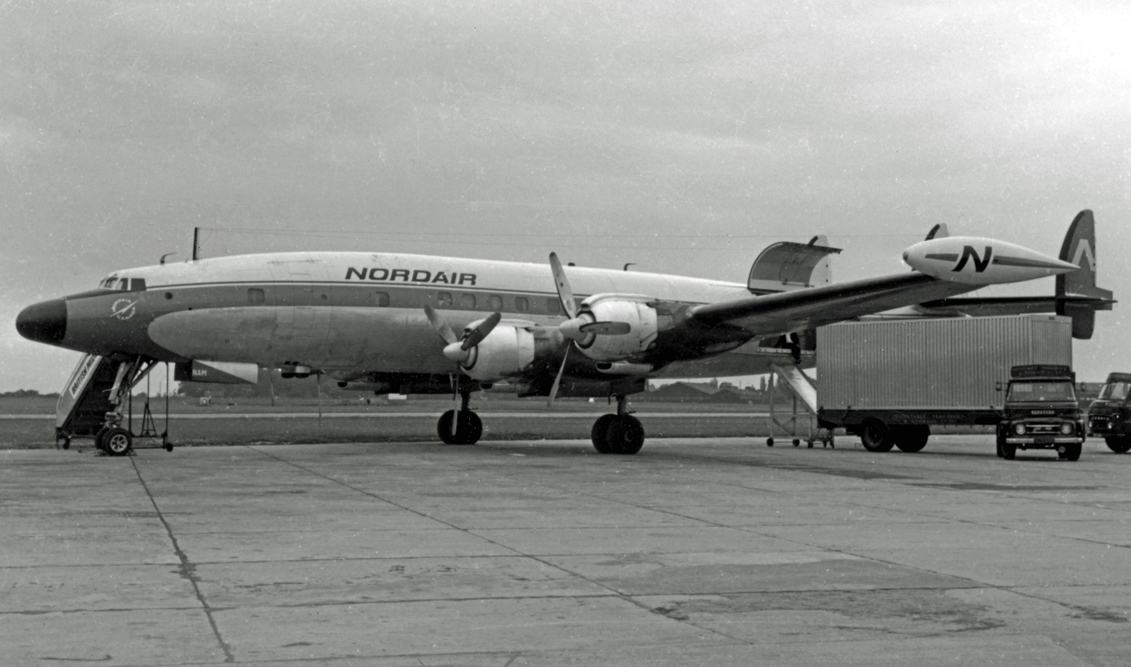
Kanadyjski L-1049H, 1966

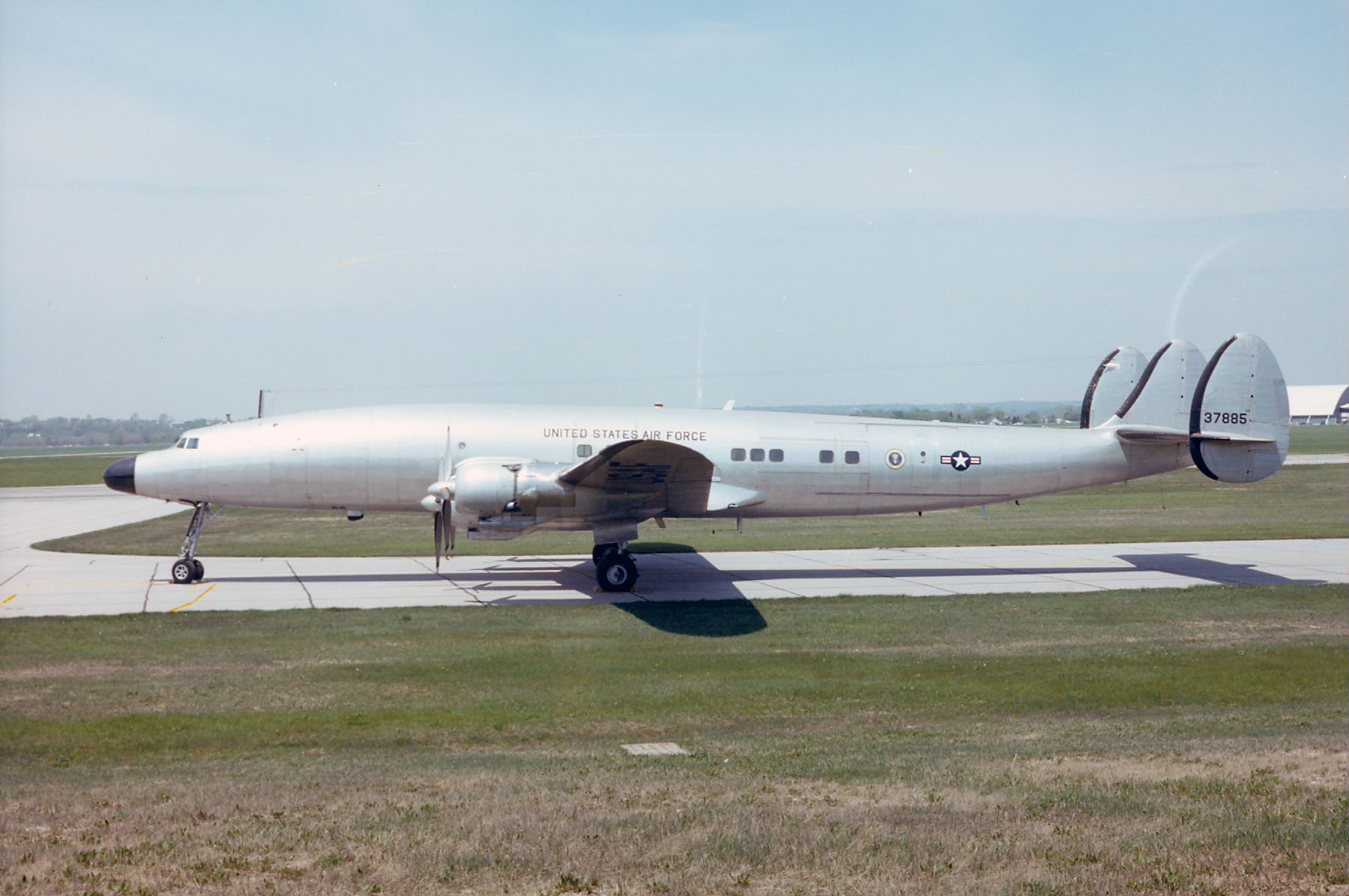
Constellation prezydenta Dwighta Eisenhowera

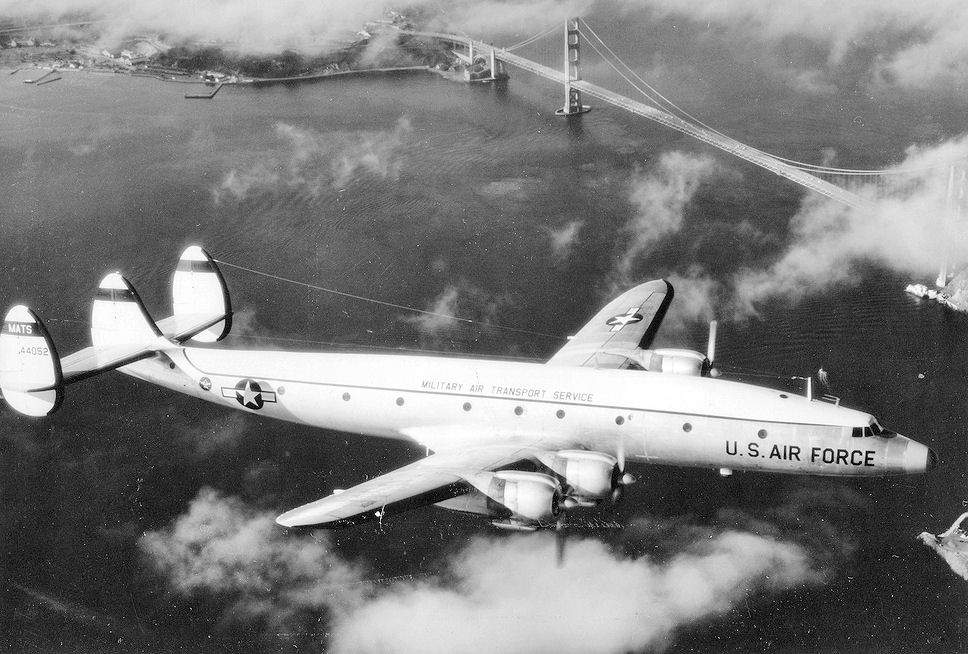
Wojskowy amerykański C-121G Super Constellation

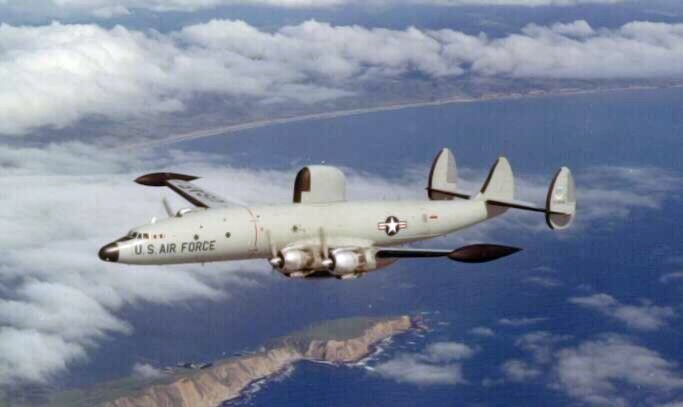
Lockheed EC-121 Warning Star

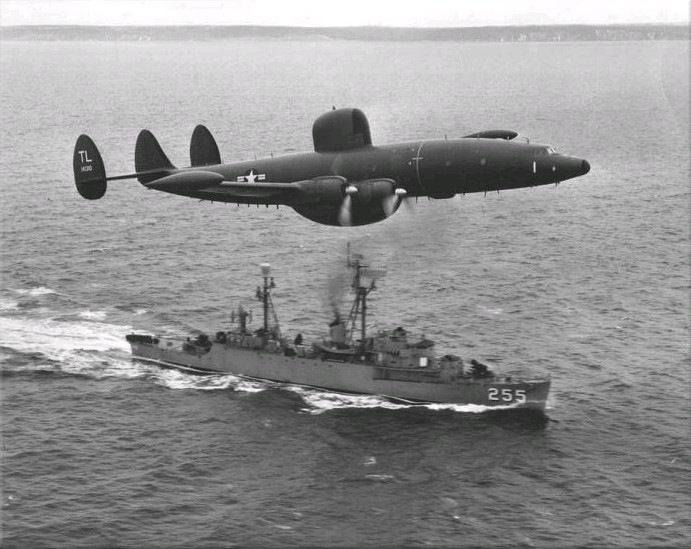
Lockheed EC-121 Warning Star

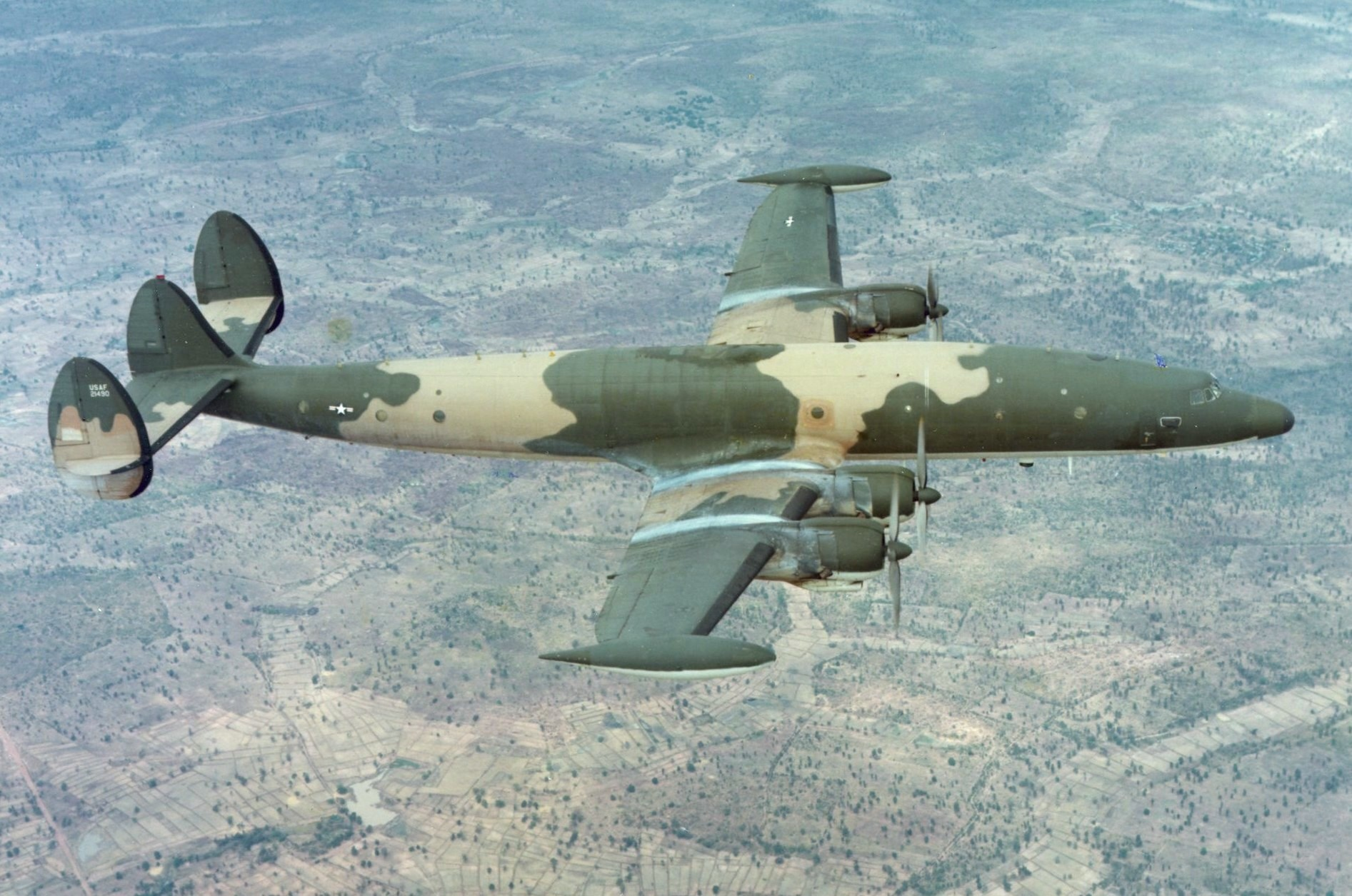
EC-121R Batcat

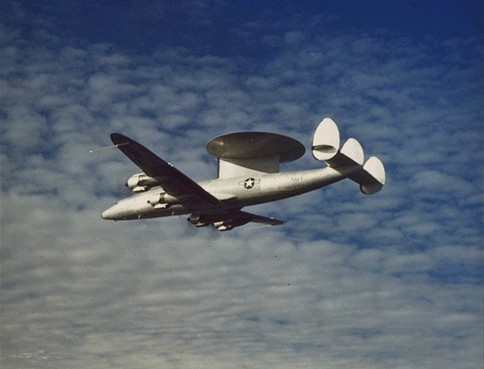
WV-2E

L-049
Pierwotna oryginalna wersja samolotu. Podczas wojny wyprodukowano 22 egzemplarze, dostosowując je do wojskowego wariantu C-69.
L-149
Zmodyfikowana wersja L-049 z dodatkowymi zbiornikami paliwa w skrzydłach umożliwiającymi wydłużenie zasięgu. Projektu nie zrealizowano.
L-249
Firmowe oznaczenie dla samolotu bombowego w wersji XB-30.
L-349
Firmowe oznaczenie dla wersji wojskowej C-69B.
L-449
Nieznana proponowana cywilna wersja samolotu.
L-549
Firmowe oznaczenie dla wersji wojskowej C-69C.
L-649
Wersja z silnikami Wright R-3350-749C18BD. Mogły pomieścić 81 pasażerów. Pierwszy lot odbył się 19 października 1946.
L-649A
Wersja L-649 ze wzmocnionym podwoziem i kadłubem.
L-749
Wersja ze zwiększonymi zbiornikami na paliwo umożliwiającymi loty transatlantyckie bez międzylądowań. Wyposażony w podwieszany pod kadłubem, na wysokości krawędzi natarcia skrzydła, pojemnik na bagaż o nazwie Speedpack. Pierwszy lot odbył się 14 marca 1947.
L-749A
Wersja L-749 ze wzmocnionym podwoziem i kadłubem.
L-749B
Wersja z modyfikacją turbiny. Projekt niezrealizowany.
L-849
Wersja L-749 z silnikami Wright R-3350 TurboCompounds. Projekt niezrealizowany.
L-949
Modyfikacja wersji L-849.
L-1049
Pierwsza wersja produkcyjna z silnikami Wright R-3350-749C18BD o mocy 1865 kW (2500 KM) każdy. Maksymalna pojemność do 109 pasażerów. Pierwszy lot odbył się 14 lipca 1951. Wyprodukowano 579 egzemplarzy, w tym wersje wojskowe.
L-1049A
Firmowe oznaczenie dla wersji wojskowych WV-2, WV-3, EC-121D i RC-121D.
L-1049B
Firmowe oznaczenie dla wersji wojskowych R7V-1, RC-121C i VC-121E.
L-1049C
Wersja z silnikami R-3350-87ТС18DA-1 o mocy 2425 kW (3250 KM) każdy. Wyprodukowano 48 egzemplarzy.
L-1049D
Towarowa wersja L-1049C. Wyprodukowano 4 egzemplarze.
L-1049E
Wersja po kilku drobnych modyfikacjach. Wyprodukowano 28 egzemplarzy.
L-1049F
Firmowe oznaczenie dla wersji wojskowej C-121C.
L-1049G
Wersja z silnikami Wright R-3350-972ТС18DA-3 o mocy 2536 kW (3400 KM) każdy, okrągłe okna kabiny pasażerskiej, możliwość przymocowania dodatkowych zbiorników paliwa na końcach skrzydeł. Wyprodukowano 102 egzemplarze.
L-1049H
Wersja pasażersko-towarowa L-1049G. Wyprodukowano 53 egzemplarze.
L-1049J
Projekt wersji L-1049G ze skrzydłami R7V-2.
L-1149
Projekt wersji L-1049G i L-1049H z silnikami turbośmigłowymi Allison.
L-1249A
Firmowe oznaczenie dla wersji wojskowych R7V-2 i YC-121F.
L-1249B
Projekt wersji pasażerskiej w oparciu o R7V-2/YC-121F.
L-1449
Projekt L-1049G z dłuższym kadłubem i nowymi skrzydłami.
L-1549
Projekt wydłużonej wersji L-1449.
L-1649A Starliner
Wersja z silnikami Turbo Cyclone R-3350-988TC18EA12 o mocy 3400 KM (2536 kW) każdy. Większe zbiorniki paliwa wydłużyły zasięg do 11080 km. Pierwszy oblot przeprowadzono 10 października 1956. Wyprodukowano 44 egzemplarze.
L-1649B
Planowana wersja turbośmigłowa L-1649A.
L-051
Firmowe oznaczenie dla wersji XB-30.
L-084
Wersja z silnikami Allison T56-A8.

### Wersje wojskowe
XB-30
Wersja bombowa C-69.
XC-69
Prototyp wojskowej wersji Constellation, która weszła do produkcji pod oznaczeniem C-69.
C-69
Pierwsza wojskowa wersja transportowa. Wyprodukowano 22 egzemplarze.
C-69A
Projekt wersji C-69 o wydłużonym zasięgu.
C-69B
Projekt wersji C-69 o wydłużonym zasięgu, przeznaczonego do przewozu silników dla B-29 Superfortress do Chin.
C-69C-1
Samolot transportowy dla VIP-ów, później zmieniony na ZC-69C-1. Wyprodukowano 1 egzemplarz.
C-69D
Proponowana wersja transportowa dla VIP-ów.
XC-69E
Prototyp z silnikami Pratt & Whitney R-2800 Double Wasp.
C-121A
Wprowadzona w 1948 wojskowa wersja L-749, ze wzmocnioną podłogą i drzwiami ładunkowymi z tyłu kadłuba.
VC-121A
Wersja C-121A zmodyfikowano do przewozu VIP-ów.
VC-121B
Wersja zmodyfikowana do przewozu prezydentów Stanów Zjednoczonych.
C-121C
Wersja z silnikami R-3350-34 o mocy 2536 kW (3400 KM) każdy.
JC-121C
Dwa C-121C i jeden TC-121C jako samoloty testowe nowych rozwiązań awioniki.
NC-121C
Jeden C-121C zmodyfikowany do potrzeb samolotu testowego.
RC-121C
Wersja z radarem dalekiego zasięgu na pokładzie. Później nazwa zmieniona na WV-2.
TC-121C
Dziewięć samolotów RC-121C służących jako samoloty szkoleniowe. Później nazwa zmieniona na WE-121C.
VC-121C
Wersja C-121C przeznaczona dla VIP-ów. Wyprodukowano 4 egzemplarze.
EC-121D
Wersja z radarem dalekiego zasięgu na pokładzie. Pierwotnie nazywana RC-121D.
NC-121D
Wersja przeznaczona do obserwowania obiektów poruszających się z dużą prędkością w atmosferze.
RC-121D
Wersja z radarem dalekiego zasięgu na pokładzie. Później nazwa zmieniona na EC-121D.
VC-121E
Wersja zmodyfikowana do przewozu prezydentów Stanów Zjednoczonych.
YC-121F
Dwa prototypy z silnikami Pratt & Whitney T34-P-6 o mocy 4476 kW każdy.
C-121G
32 morskie samoloty w wersji R7V-1 dostarczane dla USAF.
TC-121G
0 samolotów treningowych w wersji C-121G.
VC-121G
Jeden C-121G służący tymczasowo do transportu VIP-ów.
EC-121H
42 samoloty WE-121D ze zmodyfikowaną elektroniką.
C-121J
Zmieniona nazwa morskiej wersji R7V-1.
EC-121J
2 samoloty EC-121D ze zmodyfikowaną elektroniką.
NC-121J
7 samolotów C-121J zmodyfikowanych do potrzeb prowadzenia transmisji telewizyjnych dla żołnierzy w Wietnamie.
VC-121J
4 samoloty C-121J zmodyfikowane do transportu VIP-ów.
EC-121K
Zmieniona nazwa wersji morskiej WV-2.
JC-121K
Jeden samolot WE-121K wykorzystywany do testów awioniki.
NC-121K
Wersja WE-121K używana przez US Navy.
EC-121L
Zmieniona nazwa wersji morskiej WV-2E.
EC-121M
Zmieniona nazwa wersji morskiej WV-2Q.
WQC-121N
Zmieniona nazwa wersji morskiej WV-3.
EC-121P
Wersja NC-121K przystosowana do walki z okrętami podwodnymi.
EC-121Q
Wersja EC-121D ze zmodernizowaną elektroniką.
EC-121R „BatCat”
EC-121K i EC-121P wyposażone w urządzenia do wykrywania wstrząsów sejsmicznych.
NC-121S
Wersja zmodyfikowana do walki radioelektronicznej i rozpoznania
EC-121T
Wersja wyposażona w ulepszony radar.
R7O-1
Pierwotne oznaczenie rozwojowej wersji R7V-1, która powstała w oparciu o L-1049D. Wersja z silnikami R-3350-91 o mocy 2425 kW każdy.
R7V-1
Zmieniona nazwa wersji R7o-1. Później przemianowana na C-121J.
R7V-1P
Jeden samolot R7V-1 zmodyfikowany do stosowania w Arktyce.
R7V-2
Cztery prototypy z silnikami YT34-P-12A o mocy 3088 kW każdy. Dwa zostały dostarczone jako prototypy YC-121F.
PO-1W
Wersja L-749 przystosowana do morskich patroli, wyposażona w specjalistyczny radar. Później przemianowana na WV-1.
PO-2W Warning Star
Wersja L-1049 wyposażona w radar dalekiego zasięgu, z silnikami R-3350-34 lub R-3350-42 o mocy 2536 kW (3400 KM) każdy. Później przemianowana na WV-2.
WV-1
Nowe oznaczenie wersji PO-1W.
WV-2 Warning Star
Nowe oznaczenie wersji PO-2W. Później przemianowana na EC-121K.
WV-2E
Eksperymentalna wersja WV-2 zmodyfikowana do przewozu obrotowej kopuły radaru podobnej do Boeing E-3 Sentry. Później przemianowano na EC-121L.
WV-2Q
WV-2 wyposażony w sprzęt do walki elektronicznej. Później przemianowany na EC-121M.
WV-3
Osiem samolotów wyposażonych do rozpoznania pogody. Później przemianowany na WQC-121N.
XW2V-1
Rozwojowa wersja WV-2 z silnikami Allison T56-A8, zmienionymi skrzydłami i rakietami do obrony przed atakiem.

## Użytkownicy samolotów na świecie

### Cywilni
Argentyna
Aerolíneas Carreras
Aerolíneas Entre Ríos
Trans Atlántica Argentina
Transcontinental
 Australia
Qantas
 Austria
Aero Transport
 Belgia
Sabena
 Brazylia
Panair do Brasil
Real Transportes Aéreos
Varig
 Chile
Transportes Aéreos Squella
 Dominikana
Aerotours Dominicana
Aerovías Quisqueyana
 Francja
Air France
 Haiti
Air Haiti International
 Hiszpania
Iberia
 Holandia
KLM
 Indie
Air India
 Irlandia
Aer Lingus
 Izrael
El Al
 Kanada
Nordair
Trans-Canada Air Lines
 Kolumbia
Avianca
 Korea Południowa
Korean National Airlines
 Kuba
Cubana de Aviación
 Luksemburg
Luxair
 Maroko
Royal Air Maroc
 Meksyk
Aeronaves de México
Aerovías Guest
 Niemcy
Lufthansa
 Pakistan
Pakistan International Airlines
 Panama
Líneas Aéreas de Panama
 Paragwaj
Lloyd Aéreo Paraguayo
 Peru
LANSA
Perú Internacional – COPISA
Trans-Peruana
 Portugalia
Transportes Aéreos Portugueses
 Południowa Afryka
South African Airways
Trek Airways
 Senegal
Government of Senegal
 Sri Lanka
Air Ceylon
 Stany Zjednoczone
Alaska Airlines
American Airlines
American Overseas Airlines
Braniff International Airways
Capital Airlines
Chicago and Southern Air Lines
Delta Air Lines
Eastern Air Lines
Federal Aviation Administration
Flying Tiger Line
Great Lakes Airlines
Imperial Airlines
Intercontinent Airways
Miami Airlines
Modern Air Transport
NASA
National Airlines
Northwest Airlines
Pacific Northern Airlines
Pan American World Airways
Regina Cargo Airlines
Seaboard & Western Airlines
Seaboard World Airlines
Slick Airways
South Pacific Airlines
Trans World Airlines
US Airways
Western Airlines
Wien Air Alaska
 Tajlandia
Thai Airways Company
 Tajwan
China Airlines
 Tunezja
Air Afrique
 Urugwaj
Aerolíneas Uruguayas
 Wenezuela
Linea Aeropostal Venezolana
 Wielka Brytania
ACE Freighters
British Overseas Airways Corporation
Britannia Airways
Euravia
Falcon Airways
Trans European Aviation
Skyways of London
Universal Sky Tours

### Wojskowi
Francja
Francuskie Siły Powietrzne
 Indie
Indyjska Marynarka
 Indonezja
Indonezyjskie Siły Powietrzne
 Izrael
Siły Powietrzne Izraela
 Stany Zjednoczone
United States Air Force
United States Navy